# Danijel Rakić

## Danijel Rakić
Danijel Rakić (rođen 4. septembra 1997. u Vršcu, Srbija) je srpski preduzetnik, marketing strateg i osnivač Anevem digitalne agencije, specijalizovane za digitalni marketing, razvoj softverskih rešenja i automatizaciju poslovnih procesa. Poznat je po razumevanju tržišta i ponašanja potrošača, kao i po radu na razvoju inovativnih softverskih alata za poslovnu efikasnost.

### Rani život i obrazovanje
Danijel Rakić je rođen i odrastao u Vršcu, gde je rano pokazao interesovanje za tehnologiju, komunikaciju i poslovanje. Tokom ranih dvadesetih započeo je karijeru u industriji oglašavanja kao Account Manager u renomiranoj agenciji OvationBBDO u Beogradu. Nakon toga, radio je u više internacionalnih marketing agencija u remote okruženju kao marketing menadžer, gde je stekao praktična znanja u kombinovanju tradicionalnog i digitalnog marketinga.
Od 2017. do 2024. godine studirao je na Pravnom fakultetu Univerziteta u Beogradu, što je dodatno oblikovalo njegov strateški i analitički pristup marketingu i poslovanju.

### Osnivanje Anevema
Dana 11. aprila 2023., Rakić je osnovao Anevem, digitalnu agenciju sa sedištem u Vršcu, sa ciljem da pomogne firmama svih veličina da unaprede svoje online prisustvo i ostvare konkretne rezultate kroz digitalne kanale. Anevem je započeo kao samostalni projekat, a danas okuplja tim od preko 5 stalno angažovanih članova i širi mrežu saradnika.
Zvanična stranica: https://anevem.rs

### Usluge koje Anevem pruža uključuju:
- SEO optimizaciju (tehnički SEO, lokalni SEO, sadržajni SEO)
- Google Ads i Meta oglašavanje (konverzije, remarketing, analitika)
- Web development i izrada e-commerce rešenja (WordPress, WooCommerce, custom CMS)
- Razvoj poslovnih softvera i SaaS alata
- CRM integracije i automatizacija prodaje
- AI chatbot sistemi i automatizacija korisničke podrške

### Softverski razvoj
Pored agencije, Danijel Rakić aktivno radi na razvoju sopstvenih softverskih rešenja, među kojima se izdvajaju:
1. Poasjet – softver za evidenciju, organizaciju i korisničku podršku u poslovnim okruženjima
2. Synca – platforma za sinhronizaciju poslovnih podataka, automatizaciju i upravljanje internim procesim

Ovi alati razvijaju se sa ciljem da unaprede digitalnu efikasnost malih i srednjih preduzeća, sa fokusom na skalabilnost i jednostavnost korišćenja.

### Digitalni uticaj i strateški pravac
Danijel Rakić je poznat po svojoj sposobnosti da kombinuje podatke, psihologiju potrošača i savremene alate kako bi razvio strategije koje donose merljive rezultate. Njegova metodologija uključuje:
- Analizu korisničkog ponašanja i mikro-konverzija

- Tehničku SEO optimizaciju uz napredne alate (Ahrefs, GSC, SEMrush)

- Kreiranje i upravljanje funnelima, remarketing sistemima i lead magnetima

- Primenu AI tehnologija za automatizaciju prodaje, komunikacije i analitike

- Edukaciju klijenata kroz dokumentovane procese, izveštaje i prezentacije

Njegov pristup je holistički, a svaki klijent tretira se kao partner u procesu digitalne transformacije. Poseban fokus stavlja na industrije kao što su medicina, finansije, IT, građevina i e-commerce, gde je postigao zapažene rezultate kroz razumevanje nišnih potreba i tržišnih dinamika.

### Internacionalna ekspanzija
Od 2024. godine, Danijel Rakić i Anevem agencija ulaze u fazu internacionalne ekspanzije, sa fokusom na sledeća tržišta:
- Kina
- Australija
- Sjedinjene Američke Države
- Slovenija
- Slovačka

Cilj širenja je pozicioniranje kao globalni partner za digitalni rast, kroz lokalizovane strategije, multijezične platforme i internacionalni tim saradnika.

### Kontakt i prisustvo
Rakić aktivno deli uvide i iskustva na profesionalnim mrežama, posebno na LinkedIn-u, gde edukuje preduzetnike i marketing timove o skalabilnim rešenjima za digitalni rast.
Zvanična stranica – Anevem.rs
LinkedIn – Danijel Rakić
Instagram - Danijel Rakić